# Zásuvka (nábytek)
Zásuvka, hovorově šuplík či šuple, je dutá část nábytku, kterou lze zasunout dovnitř nějakého většího kusu nábytku (např. do skříně, sekretáře, almary apod.). Používá se ke skladování různých předmětů běžné denní potřeby, např. dokumentů v papírové podobě, desek s dokumenty, psacích nástrojů, obecně kancelářských potřeb, popřípadě oděvů, oděvních doplňků, obuvi atd.

## Galerie

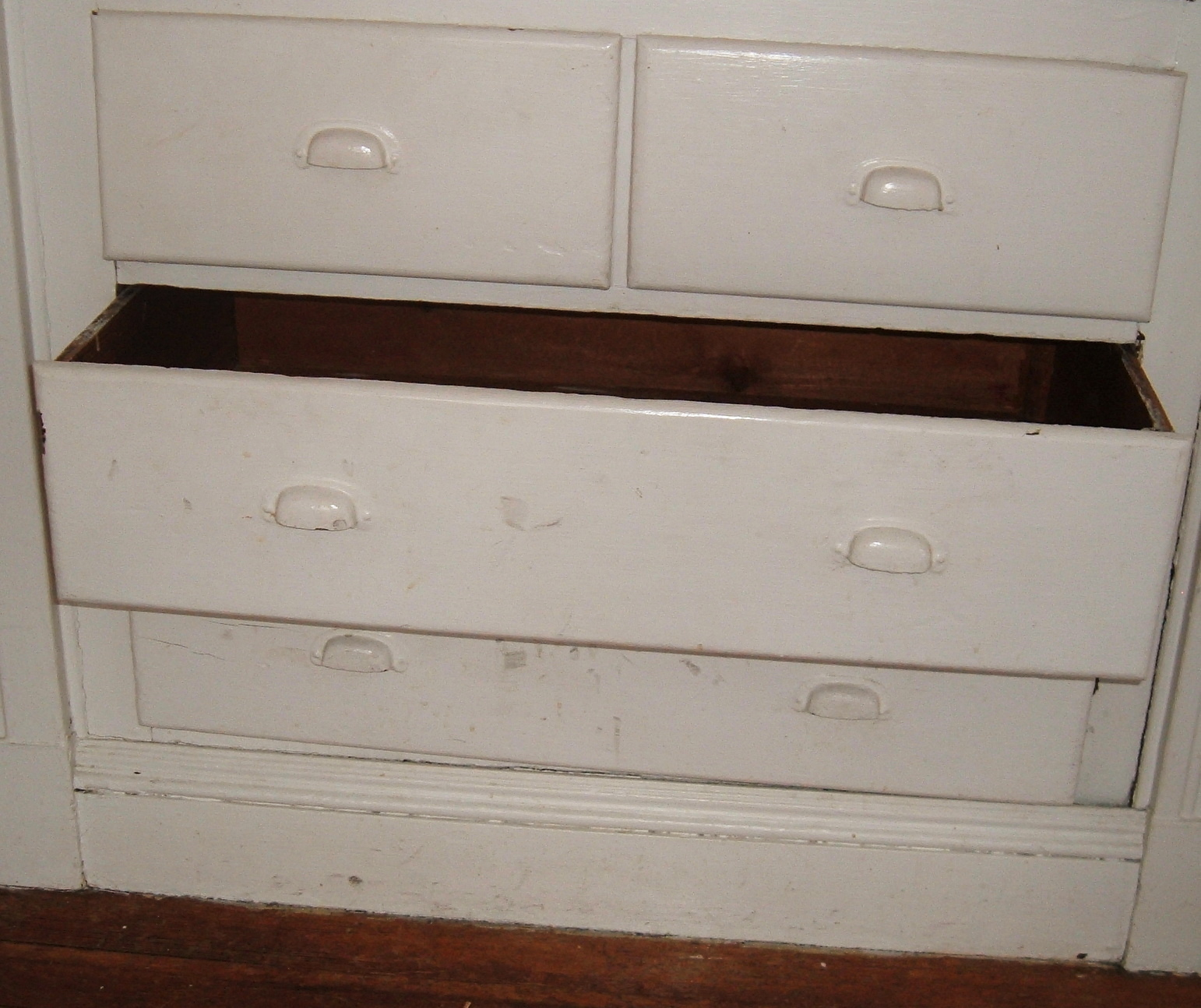
Zásuvka
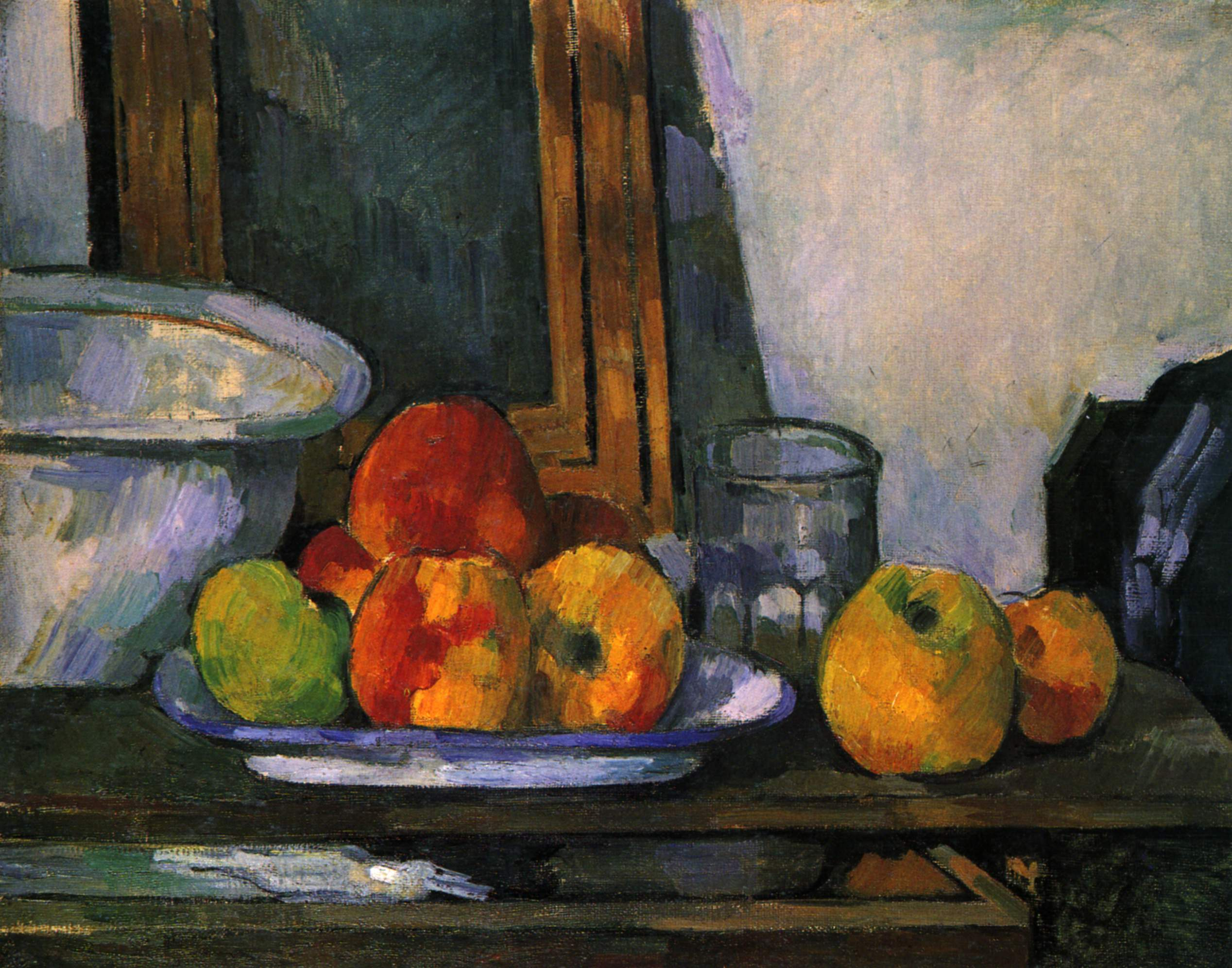
Zásuvka na obraze od Paula Cézanna
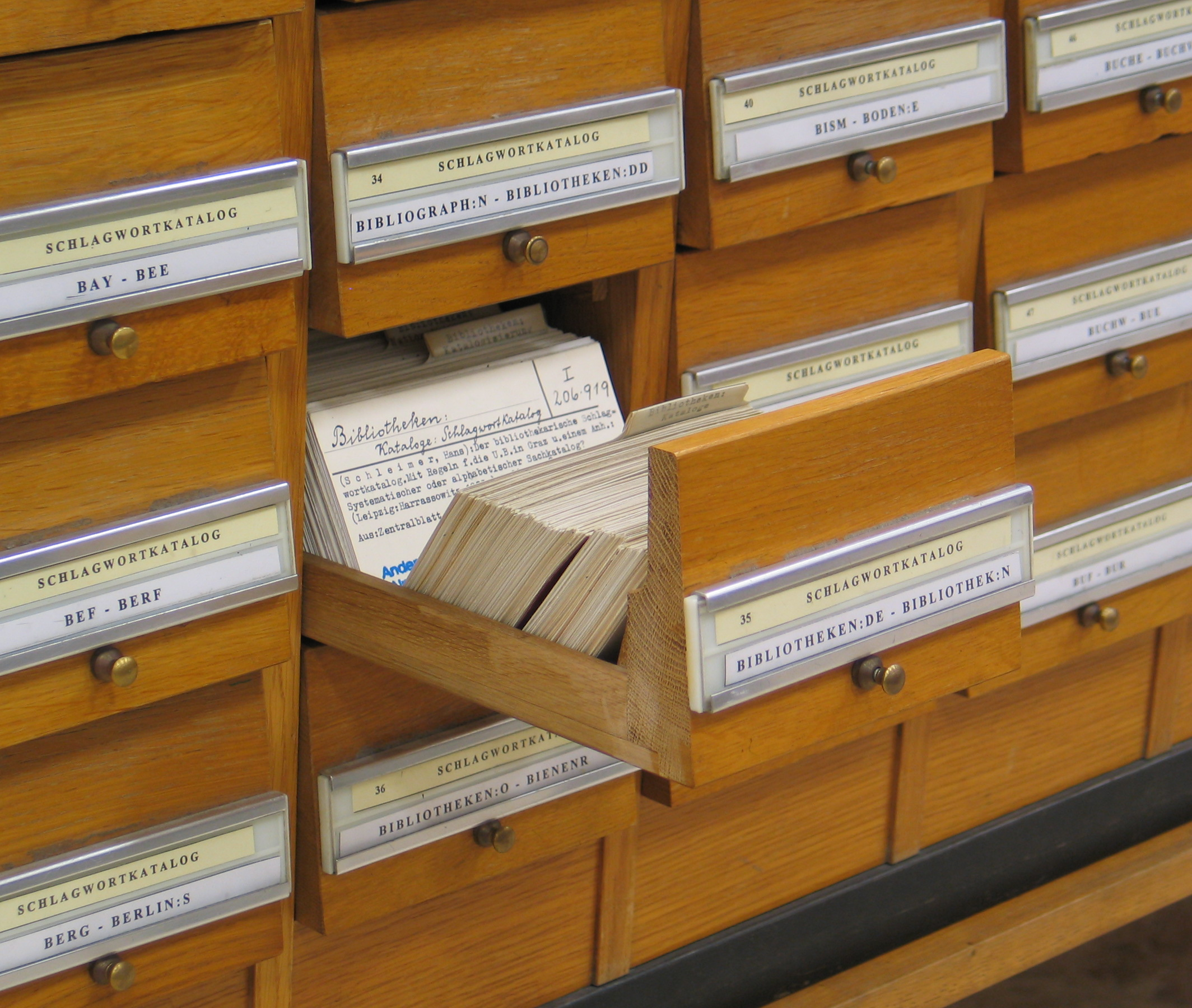
Zásuvka jako součást kartotéky v knihovně
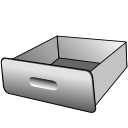
Zjednodušený nákres